# Marat Minjurovič Kulachmetov
Marat Minjurovič Kulachmetov (in russo Марат Минюрович Кулахметов?; Penza, 1959) è un generale e diplomatico russo di etnia tatara.

## Biografia
Nato il 9 febbraio (o il 6 agosto) 1959 a Penza, capoluogo dell'omonima regione, da una famiglia tartara. Suo padre, Minjur Kulachmetov, fu tenente generale e prestò servizio come vice comandante del Distretto militare di Leningrado.
Dalla metà degli anni '90 al 2002 fu comandante della 200ª Brigata fucilieri motorizzata delle guardie.
Dal 2003 al 2004 è stato comandante della 19ª Divisione fucilieri motorizzata.
Ufficiale delle Forze Armate della Federazione Russa e comandante delle forze di interposizione in Ossezia del Sud durante la Seconda guerra scoppiata nel 2008, Marat Kulachmetov era stato accusato in precedenza dai georgiani di aver dato supporto alle milizie separatiste dell'Ossezia Meridionale e per tale motivo ne era stata richiesta la sostituzione.
Il 1º maggio 2017 è stato nominato ambasciatore della Federazione Russa nella Repubblica dell'Ossezia del Sud.
Nel ottobre 2023 è stato nominato ambasciatore straordinario e plenipotenziario nell'Ossezia del Sud.